# Леал, Раиса
Раиса Леа́л (порт. Rayssa Leal, род. 4 января 2008 года) — бразильская скейтбордистка, серебряный призёр Олимпийских игр 2020 года в дисциплине «стрит», бронзовый призёр Олимпийских игр 2024 года в той же дисциплине.

## Карьера

### Ранние соревнования
Леал участвовала в чемпионате «стрит-лиги» (Street League Skateboarding) в Лондоне в 2019 году, заняв третье место.

### Олимпийские игры 2020 года
Раиса Леал приняла участие в летних Олимпийских играх 2020 года в Токио в возрасте 13 лет, став самой молодой бразильянкой, когда-либо участвовавшей в Олимпийских играх. В соревнованиях по скейтбордингу в категории «стрит» она заняла 3-е место в квалификации. В финале она выиграла серебряную медаль. В день награждения ей было 13 лет и 203 дня, тем самым она стала самым молодым олимпийским призёром за 85 лет.

### Олимпийские игры 2024 года
На Олимпийских играх 2024 года в Париже 16-летняя Леал завоевала бронзу в дисциплине «стрит», уступив двум японкам. Таким образом, она стала первой в истории, кто выиграл более одной олимпийской медали в скейтбординге.